# Cerrophidion tzotzilorum
Cerrophidion tzotzilorum е вид змия от семейство Отровници (Viperidae). Видът не е застрашен от изчезване.

## Разпространение и местообитание
Разпространен е в Мексико.
Обитава гористи местности и плата.

## Описание
Популацията на вида е стабилна.